# Noorwegen op de Paralympische Winterspelen 2018
Noorwegen was een van de landen die deelnam aan de Paralympische Winterspelen 2018 in Pyeongchang, Zuid-Korea.

## Medailleoverzicht
| Sport       | Paralympiër                  | Onderdeel                                          | Medaille |
| ----------- | ---------------------------- | -------------------------------------------------- | -------- |
| Alpineskiën | Jesper Pedersen              | Reuzenslalom, zittend (m)                          | Goud     |
|             |                              |                                                    |          |
| Langlaufen  | Vilde Nilsen                 | 1.5 km sprint klassieke stijl, staand (v)          | Zilver   |
| Langlaufen  | Team                         | 4 x 2.5 km, estafette open                         | Zilver   |
| Curling     | Team                         | Team, gemengd                                      | Zilver   |
|             |                              |                                                    |          |
| Alpineskiën | Jesper Pedersen              | Supercombinatie, zittend (m)                       | Brons    |
| Biatlon     | Nils-Erik Ulset              | 15 km, staand (m)                                  | Brons    |
| Langlaufen  | Eirik Bye Gids: Arvid Nelson | 1.5 km sprint klassieke stijl, visueel beperkt (m) | Brons    |
| Langlaufen  | Hakon Olsrud                 | 20 km vrije stijl, staand (m)                      | Brons    |

## Deelnemers en resultaten
(m) = mannen, (v) = vrouwen 

### Alpineskiën
| Paralympiër     | Onderdeel                    | Resultaat | Prestatie |
| --------------- | ---------------------------- | --------- | --------- |
| Jesper Pedersen | Afdaling, zittend (m)        | 6e        | 1:26.82   |
| Jesper Pedersen | Super G, zittend (m)         | 4e        | 1:27.10   |
| Jesper Pedersen | Supercombinatie, zittend (m) | Brons     | 2:13.74   |
| Jesper Pedersen | Reuzenslalom, zittend (m)    | Goud      | 2:13.45   |
| Jesper Pedersen | Slalom, zittend (m)          | 5e        | 1:42.29   |

### Biatlon
| Paralympiër           | Onderdeel           | Resultaat | Prestatie |
| --------------------- | ------------------- | --------- | --------- |
| Trygve Steinar Larsen | 7.5 km, zittend (m) | 15e       | 26:37.3   |
| Trygve Steinar Larsen | 15 km, zittend (m)  | 11e       | 0:56:20.9 |
| Nils-Erik Ulset       | 7.5 km, staand (m)  | 6e        | 20:06.8   |
| Nils-Erik Ulset       | 12.5 km, staand (m) | 4e        | 40:19.4   |
| Nils-Erik Ulset       | 15 km, staand (m)   | Brons     | 44:06.7   |
|                       |                     |           |           |
| Vilde Nilsen          | 6 km, staand (v)    | 5e        | 18:43.3   |

### Langlaufen
| Paralympiër                                                            | Onderdeel                                          | Resultaat | Prestatie      |
| ---------------------------------------------------------------------- | -------------------------------------------------- | --------- | -------------- |
| Johannes Birkelund                                                     | 1.5 km sprint klassieke stijl, staand (m)          | 16e       | 4:02.8         |
| Johannes Birkelund                                                     | 10 km klassieke stijl, staand (m)                  | 20e       | 28:51.6        |
| Eirik Bye Gids: Arvid Nelson                                           | 1.5 km sprint klassieke stijl, visueel beperkt (m) | Brons     | 3:49.7         |
| Eirik Bye Gids: Arvid Nelson                                           | 10 km klassieke stijl, visueel beperkt (m)         | 7e        | 26:04.5        |
| Eirik Bye Gids: Arvid Nelson                                           | 20 km vrije stijl, visueel beperkt (m)             | 8e        | 0:53:18.2      |
| Trygve Steinar Larsen                                                  | 1.1 km sprint, zittend (m)                         | DNF       | Niet gefinisht |
| Trygve Steinar Larsen                                                  | 7.5 km, zittend (m)                                | 11e       | 24:20.1        |
| Hakon Olsrud                                                           | 1.5 km sprint klassieke stijl, staand (m)          | 8e        | 3:47.9         |
| Hakon Olsrud                                                           | 10 km klassieke stijl, staand (m)                  | 7e        | 25:11.4        |
| Hakon Olsrud                                                           | 20 km vrije stijl, staand (m)                      | Brons     | 0:47:10.6      |
|                                                                        |                                                    |           |                |
| Vilde Nilsen                                                           | 1.5 km sprint klassieke stijl, staand (v)          | Zilver    | 4:11.9         |
| Vilde Nilsen                                                           | 7.5 km klassieke stijl, staand (v)                 | 5e        | 22:34.6        |
| Birgit Skarstein                                                       | 1.1 km sprint, zittend (v)                         | 8e        | 3:44.3         |
| Birgit Skarstein                                                       | 5 km, zittend (v)                                  | 7e        | 18:27.9        |
| Birgit Skarstein                                                       | 12 km, zittend (v)                                 | DNF       | Niet gefinisht |
|                                                                        |                                                    |           |                |
| Johannes Birkelund Trygve Steinar Larsen Vilde Nilsen Birgit Skarstein | 4 x 2.5 km, estafette gemengd                      | 8e        | 27:01.4        |
| Eirik Bye Gids: Arvid Nelson Hakon Olsrud Nils-Erik Ulset              | 4 x 2.5 km, estafette open                         | Zilver    | 23:09.1        |

### Rolstoelcurling
| Paralympiër                                                                        | Onderdeel     | Resultaat | Prestatie |
| ---------------------------------------------------------------------------------- | ------------- | --------- | --- |
| Rikke Iversen Sissel Loechen Rune Lorentsen Jostein Stordahl Ole Frederik Syversen | Team, gemengd | Zilver    | Groepsfase (4e) NOR - GBR: 2 - 5 CAN - NOR: 10 - 1 NOR - CHN: 1 - 10 SUI - NOR: 3 - 6 NOR - NPA: 6 - 2 NOR - SWE: 4 - 5 GER - NOR: 6 - 8 KOR - NOR: 2 - 9 NOR - FIN: 6 - 4 NOR - SVK: 7 - 6 USA - NOR: 4 - 5 Halve finale KOR - NOR: 6 - 8 Finale CHN - NOR: 6 - 5 |

### Sledgehockey
| Paralympiër | Onderdeel     | Resultaat | Prestatie |
| --- | ------------- | --------- | --- |
| Torstein Aanekre Thommas Avdal Audun Bakke Magnus Bogle Kissinger Deng Eskil Hagen Kjell Christian Hamar Martin Hamre Jan Roger Klakegg Knut Andre Nordstoga Ola Oiseth Rolf Einar Pedersen Lena Schroeder Loyd-Remi Pallander Solberg Tor Joakim Rivera Emil Sorheim Morten Vaernes Emil Vatne | Team, gemengd | 5e        | Groep A (3e) NOR - ITA: 2 - 3 CAN - NOR: 8 - 0 NOR - SWE: 3 - 1 Kwalificatie plaats 5 t/m 8 NOR - JPN: 6 - 1 Plaats 5/6 NOR - CZE: 5 - 2 |

### Snowboarden
| Paralympiër   | Onderdeel                  | Resultaat | Prestatie |
| ------------- | -------------------------- | --------- | --------- |
| Kristian Moen | Snowboardcross, SB-LL1 (m) | 9e        | 1:15.59   |
| Kristian Moen | Slalom, SB-LL1 (m)         | 7e        | 0:59.19   |

Andorra · Argentinië · Armenië · Australië · België · Bosnië en Herzegovina · Brazilië · Bulgarije · Canada · Chili · China · Denemarken · Duitsland · Finland · Frankrijk · Georgië · Griekenland · Groot-Brittannië · Hongarije · IJsland · Iran · Italië · Japan · Kazachstan · Kroatië · Mexico · Mongolië · Nederland · Nieuw-Zeeland · Noord-Korea · Noorwegen · Oekraïne · Oezbekistan · Oostenrijk · Polen · Roemenië · Servië · Slovenië · Slowakije · Spanje · Tadzjikistan · Tsjechië · Turkije · Verenigde Staten · Wit-Rusland · Zuid-Korea · Zweden · Zwitserland
Neutrale paralympische atleten